# شیرها برای بره‌ها
شیرها برای بره‌ها (انگلیسی: Lions for Lambs) یک فیلم درام جنگی به کارگردانی رابرت ردفورد و نویسندگی ماتیو مایکل کارنهان است که در سال ۲۰۰۷ منتشر شد.

## خلاصه داستان
سناتور جوان جمهوری‌خواهی به نام «جاسپر اروینگ» (کروز) در گفتگو با خبرنگاری حرفه‌ای به نام «جانین رات» (استریپ) استراتژی جدید جنگی اش را برای شکست دادن طالبان در افغانستان توضیح می‌دهد…

## بازیگران
- رابرت ردفورد
- تام کروز
- مریل استریپ
- مایکل پنیا
- درک لوک
- پیتر برگ
- اندرو گارفیلد
- جاش زاکرمن
- کوین دان